# Eleocharis brachycarpa
Eleocharis brachycarpa är en halvgräsart som beskrevs av Henry Knute Knut Svenson. Eleocharis brachycarpa ingår i släktet småsäv, och familjen halvgräs. Inga underarter finns listade i Catalogue of Life.